# Гавли, Арун
Арун Гавли (англ. Arun Gawli; родился в округе Ахмеднагаре, Махараштра) — индийский политик, криминальный авторитет и бывший гангстер. В 1970-х годах Гавли и его брат Кишор (Паппа) вошли в преступный мир Мумбаи, когда они присоединились к организованной преступной группе «Байкулла Компани», возглавляемой Рамой Найком и Бабу Решимом, действующей в центральных районах Мумбаи — Байкулле, Пареле и Саат-Расте. В 1988 году Рама Найк был убит во время перестрелки с полицией и Арун Гавли стал главой банды. Под его контролем банда взяла под свой контроль большую часть преступного мира центральных районов Мумбаи. В конце 1980-х и 1990-х годов ОПГ Аруна Гавли находилась в конфликте с преступной группой D-Company Давуда Ибрагима. Арун Гавли также является основателем политической партии «Акхил Бхаратия Сена», базирующейся в Махараштре.

## Ранние годы жизни
Арун Гавли родился в Копаргаоне, округ Ахмеднагар, Махараштра, Индия. Женат на Аше Гавли, депутате Законодательного собрания штата Махараштра, имеет двоих детей: Махешу и Гиту. Гита работает в государственных органах власти, его племянник Сачин Ахир является бывшим государственным министром Махараштры по жилищному строительству. Дядя Хукумчанд Йадав был депутатом в штате Мадхья-Прадеш.

## Преступная деятельность
Арун Гавли работал на текстильных фабриках в Мумбае, расположенных в центральных районах — Парел, Чинчпокли, Байкулла и Коттон-Грин. С 1970-х до конца 1980-х годов в текстильной промышленности Мумбаи происходили массовые забастовки рабочих в связи с задержкой зарплаты. В результате многие молодые люди (в том числе Арун Гавли) потеряли работу и в конечном итоге нашли короткий путь к быстрым деньгам посредством участия и организации нелегальных азартных игр. Затем Арун Гавли присоединился к банде «Байкулла Компани» во главе с гангстерами Рама Найком и Бабу Решимом, после чего стал участвовать в нелегальной торговле алкоголем.
Полиция Мумбаи несколько раз обыскивала резиденцию Аруна Гавли и в конечном итоге смогла пресечь его преступную деятельность. Арун Гавли несколько раз арестовывался за преступления и содержался под стражей в течение длительного периода времени в ходе судебного разбирательства. Тем не менее, он не был осужден в большинстве случаев, поскольку свидетели не давали против него показаний, опасаясь мести. В августе 2012 года был признан судом виновным в убийстве лидера Шив сены Камлакара Джамсандекара, кроме него к ответственности привлекли еще 11 человек.

## Политика
В 1980-х годах Арун Гавли получил политическое покровительство лидера Шив сены Бала Такерея, который критиковал полицию Мумбаи за жесткие действия против индуистских гангстеров, таких как Арун Гавли и Сая Бансода. Бал Такерей затем прочитал на первой странице городской газеты обращенное к нему письмо, которое написал противоборствующий индуистским преступника гангстер. В середине 1990-х годов Арун Гавли вступил в конфликте с Шив сеной, убив несколько её членов и создал свою собственную политическую партию Ахил Бхаратия Сена.
В 2004 году Арун Гавли был избран членом Законодательного собрания штата от избирательного округа Чинчпокли в качестве кандидата от Ахил Бхаратия Сены. Избрание Аруна Гавли, как полагают, связано с его популярностью среди местных простых жителей, что отличало его от большинства других политиков, которые не знали языка маратхи.
Политическая карьера Аруна Гавли сильно пострадала, когда его племянник и политик Сачин Ахир открыто выступил против него и вступил в Националистическую партию конгресса Шарада Павара. Ачир даже бросил вызов Аруну Гавли на следующих выборах в Лок сабху от Националистической партии конгресса, что привело к поражению их обоих.

## В популярной культуре
Образ Аруна Гавли присутствует в фильмах кинематографа на языке маратхи: в фильме «Dagadi Chaawl» (2015) актер Макаранда Дешпанде сыграл персонажа по прозвищу «Папа», в котором угадывается Арун Гавли, а актер Анкуш Чоудхари играл главную роль члена бригады «Папы». Фильм на хинди «Папочка» был выпущен 8 сентября 2017 года и основан на жизни Аруна Гавли, с Арджуном Рампалом в главной роли «Папы».